# Marina de Van
Marina Nives de Van (* 8. Februar 1971 in Boulogne-Billancourt, Hauts-de-Seine) ist eine französische Filmregisseurin, Drehbuchautorin und Filmschauspielerin.

## Leben
Marina de Van, Tochter eines Musikwissenschaftlers und einer Anwältin, besuchte das Lycée Henri IV in Paris und absolvierte anschließend ein Philosophiestudium an der Sorbonne. De Van, die eigentlich Bildhauerin werden wollte, begann 1993 an der Filmhochschule La fémis ein Studium im Fach Regie, das sie 1997 abschloss. Für den Kurzfilm Bien sous tous rapports, den sie 1996 an der Fémis realisiert hatte, erhielt sie unter anderem den Jurypreis beim Festival der Filmhochschulen München und den Kritikerpreis beim Kurzfilmfestival von Clermont-Ferrand. Daraufhin arbeitete sie mehrfach mit François Ozon zusammen, den sie an der Fémis kennengelernt hatte. Unter dessen Regie kam sie in François Ozons Kurzfilme (1997) und Sitcom (1998) als Darstellerin zum Einsatz. Für das Filmdrama Unter dem Sand (2000) und die starbesetzte Krimikomödie 8 Frauen (2002) schrieb sie mit Ozon jeweils das Drehbuch. Ihre Arbeit an 8 Frauen brachte ihr je eine Nominierung für den Chlotrudis Award und den César ein.

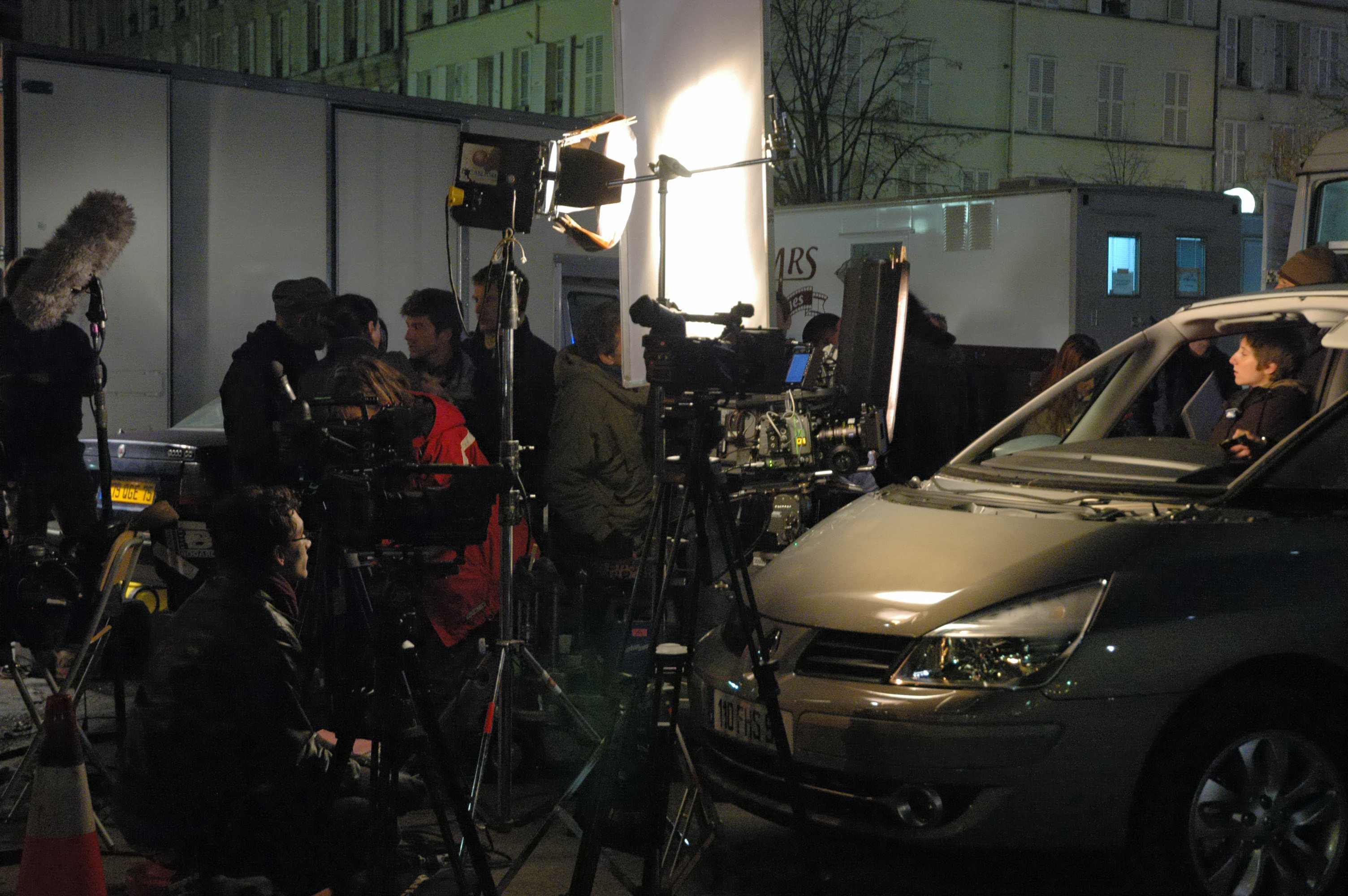
Dreharbeiten zu Don’t Look Back – Schatten der Vergangenheit in Bercy 2007

Mit In My Skin, einem Slasher-Drama über eine Frau, die sich infolge eines Unfalls selbst verstümmelt und ihr eigenes Fleisch verzehrt, lieferte de Van 2002 ihr Spielfilmdebüt, für das sie als Regisseurin, Drehbuchautorin und Hauptdarstellerin in Erscheinung trat. Mit dem Film habe sie ihre Obsession mit dem eigenen Körper, die mit einem Beinbruch in ihrer Kindheit begonnen habe, auf der Leinwand festhalten wollen. Es folgten weitere Kurzfilme, wie Der Spaziergang (2007), der für den César nominiert wurde. Für den Thriller Don’t Look Back – Schatten der Vergangenheit (2009) über eine Frau, die sich in eine andere verwandelt, konnte sie mit Sophie Marceau und Monica Bellucci zwei international bekannte Stars als Hauptdarstellerinnen gewinnen. Der Film, an dem de Van sieben Jahre lang gearbeitet hatte, wurde 2009 bei den 62. Internationalen Filmfestspielen von Cannes außerhalb des Wettbewerbs uraufgeführt, jedoch von der dortigen Kritik nicht sehr positiv aufgenommen. Er erwies sich auch als finanzieller Misserfolg.
De Van war zeitweilig drogen- und alkoholabhängig, was zu Krankenhausaufenthalten und Entziehungskuren führte. Ihre dabei gemachten Erfahrungen verarbeitete sie in dem 2013 veröffentlichten Buch Stéréoscopie. Im selben Jahr erschien der unter ihrer Regie entstandene Horrorfilm Dark Touch über ein Mädchen, das als einziger Bewohner eines lebendig gewordenen und mordenden Hauses überlebt. Die Dreharbeiten des Films fanden in Irland und Schweden statt, weil de Van von den Behörden in Frankreich nicht die nötige Genehmigung erhielt, den Horrorfilm mit Kindern drehen zu dürfen.
Ihr Bruder Adrien de Van (* 1973) ist als Schauspieler tätig und kam als solcher mehrfach in den Filmen seiner Schwester zum Einsatz, so auch in Im finsteren Walde, de Vans Adaption des Charles-Perrault-Märchens Der kleine Däumling, die 2011 in der Sektion Orizzonti (deutsch: Horizonte) bei den 68. Internationalen Filmfestspielen von Venedig vorgestellt wurde. Ihr Bruder Thomas de Van trat in kleinen Rollen in Bien sous tous rapports und In My Skin ebenfalls als Darsteller auf.

## Filmografie (Auswahl)
Als Regisseurin
- 1996: Bien sous tous rapports (Kurzfilm)
- 1997: La Poseuse (Kurzfilm)
- 1999: Alias (Kurzfilm)
- 1999: Psy Show (Kurzfilm)
- 2002: In My Skin (Dans ma peau)
- 2003: L’Hôtel (Kurzfilm)
- 2003: L’Hôpital (Kurzfilm)
- 2007: Der Spaziergang (La Promenade) (Kurzfilm)
- 2009: Don’t Look Back – Schatten der Vergangenheit (Ne te retourne pas)
- 2011: Im finsteren Walde (Le Petit poucet)
- 2013: Dark Touch
- 2019: Ma nudité ne sert à rien

Als Drehbuchautorin
- 1996: Bien sous tous rapports (Kurzfilm)
- 1997: La Poseuse (Kurzfilm)
- 1999: Alias (Kurzfilm)
- 1999: Psy Show (Kurzfilm)
- 2000: Unter dem Sand (Sous le sable)
- 2002: 8 Frauen (8 femmes)
- 2002: In My Skin (Dans ma peau)
- 2003: L’Hôtel (Kurzfilm)
- 2003: L’Hôpital (Kurzfilm)
- 2006: Ich denk’ an euch (Je pense à vous)
- 2007: Der Spaziergang (La Promenade) (Kurzfilm)
- 2009: Don’t Look Back – Schatten der Vergangenheit (Ne te retourne pas)
- 2011: Im finsteren Walde (Le Petit poucet)
- 2013: Dark Touch
- 2019: Ma nudité ne sert à rien

Als Darstellerin
- 1996: Bien sous tous rapports (Kurzfilm)
- 1997: François Ozons Kurzfilme (Regarde la mer)
- 1998: Sitcom
- 2000: Les Frères Soeur
- 2002: In My Skin (Dans ma peau)
- 2004: Boulevard du Palais – Le Récidiviste (TV-Reihe, eine Folge)
- 2006: Ich denk’ an euch (Je pense à vous)
- 2007: Der Spaziergang (La Promenade)
- 2007: La Clef
- 2017: Büro der Legenden (Le Bureau des légendes) (TV-Serie, drei Folgen)

## Auszeichnungen
- 1996: 2. Platz im Wettbewerb um den Besten Kurzfilm beim Torino Film Festival mit Bien sous tous rapports
- 1996: Preis der Jury beim Internationalen Festival der Filmhochschulen München für Bien sous tous rapports
- 1997: Kritikerpreis beim Festival du Court-Métrage de Clermont-Ferrand für Bien sous tous rapports
- 1997: Auszeichnung beim Chicago International Film Festival für ihre Verdienste an Bien sous tous rapports
- 1999: Nominierung für den Gold Hugo in der Kategorie Bester Kurzfilm beim Chicago International Film Festival für Alias
- 1999: Spezialpreis der Jury beim Torino Film Festival für den Kurzfilm Psy Show
- 2003: Nominierung für den Chlotrudis Award in der Kategorie Bestes adaptiertes Drehbuch zusammen mit François Ozon für 8 Frauen
- 2003: Nominierung für den César in der Kategorie Bestes Drehbuch zusammen mit François Ozon für 8 Frauen
- 2003: Auszeichnung in der Kategorie Bester internationaler Film beim Fant-Asia Film Festival für In My Skin
- 2007: Nominierung für den Prix Lumières in der Kategorie Beste Darstellerin für Ich denk’ an euch
- 2008: Nominierung für den César in der Kategorie Bester Kurzfilm für Der Spaziergang
- 2009: Nominierung für die Maria in der Kategorie Bester Film beim Sitges Film Festival für Don’t Look Back – Schatten der Vergangenheit
- 2013: Auszeichnung in der Kategorie Bester Film beim Neuchâtel International Fantastic Film Festival für Dark Touch
- 2013: Nominierung für den Nora-Ephron-Preis beim Tribeca Film Festival für Dark Touch
- 2013: Nominierung für die Maria in der Kategorie Bester Film beim Sitges Film Festival für Dark Touch
- 2019: Nominierung für den Publikumspreis in der Sektion Temps Ø beim Festival du nouveau cinéma für Ma nudité ne sert à rien